# Kiff VandenHeuvel
Kiff VandenHeuvel (nacido Christopher Jon VandenHeuvel; 24 de abril de 1970) es un actor, director y profesor de improvisación y doblaje estadounidense. Es el presentador del galardonado postcast, All Over Voiceover with Kiff VH. Sus créditos cinematográficos incluyen Batman v Superman: Dawn of Justice, Nightcrawler, La La Land, y Behind the Candelabra, como el medio hermano de Liberace (Michael Douglas), Wayne. Es más conocido por su trabajo en BioShock Infinite como Zachary Hale Comstock, Skavak en Star Wars: The Old Republic, Walter en Telltale's The Walking Dead y como Cliff Rich en la serie de Netflix, Richie Rich.

## Vida personal
Kiff era el mayor de cinco hijos en Grand Rapids, Míchigan. Su abuelo , Ralph Heynen, era un pastor en Pine Rest, una institución en Cutlerville, Michigan. Tenía un programa de radio donde grababa sus sermones en su estudio y los enviaba a estaciones de radio de todo el país.  Cuando la familia de VandenHeuvel visitaba a sus abuelos, él ayudaba a su abuelo en su estudio y jugaba con el equipo de grabación. Este el momento donde él señala que comenzó su carrera de narradorr, jugando con el equipo de grabación de su abuelo.
VandenHeuvel asistió y se graduó en el Calvin College, en Grand Rapids, MI con un grado en Artes de las Comunicaciones y Ciencias.

## Teatro
VandenHeuvel es exalumno de los elencos de The Second City Detroit y de The Second City Cleveland y ha trabajado con el teatro cómico The Second City desde 1998.
VandenHeuvel ha aparecido en una premier mundial en el drama urbano de Adam Rapp GOMPERS como el portero/vigía no-tan-inteligente pero de gran corazón Shoe, el cual se estrenó en City Theatre Company en Pittsburgh, PA

## Filmografía

### Película
| Año  | Título                             | Papel                   | Notas |
| ---- | ---------------------------------- | ----------------------- | ----- |
| 2013 | Star Trek: en la oscuridad         | Voces adicionales       |       |
| 2013 | Behind the Candelabra              | Wayne                   |       |
| 2014 | Nightcrawler                       | Editor                  |       |
| 2015 | Danny Collins                      | Marty                   |       |
| 2016 | Batman v Superman: Dawn of Justice | Oficial Mazzuccheli     |       |
| 2016 | La La Land                         | Mánager de la Cafetería |       |

### Televisión
| Año     | Título                      | Papel                      | Notas                                           |
| ------- | --------------------------- | -------------------------- | ----------------------------------------------- |
| 2012–13 | Guides                      | Garrett Monahan            | 7 episodios                                     |
| 2013    | Parks and Recreation        | Dewey                      | 2 episodios                                     |
| 2015    | Richie Rich                 | Cliff Rich                 | 21 episodios                                    |
| 2015    | The Last Ship               | Guarda de Granderson       | 2 episodios                                     |
| 2015    | Jimmy Kimmel Live!          | Kiff O'Shannon             | Episodio: "Kerry Washington/Dave Salmoni/Ne-Yo" |
| 2015–16 | Fameless                    | Kiff                       | 11 episodios                                    |
| 2016    | Disappeared                 | Narrador                   | 10 episodios                                    |
| 2016    | Henry Danger                | Burples el Payaso          | Episodio: "A Finata Full of Death Bugs"         |
| 2016    | You're the Worst            | Heathstead                 | Episodio: "A Rapidly Mutating Virus"            |
| 2016    | The Thundermans             | Falconman                  | Episodio: "The Thundermans: Banished!"          |
| 2016–17 | This Is Us                  | Dave Malone                | 2 episodios                                     |
| 2017    | Documentary Now!            | Padre de la Chica Caliente | Episodio: "Globesmen"                           |
| 2017    | Padre de familia            | Sheriff Woody (voz)        | Episodio: "The Finer Strings"                   |
| 2017    | Star Wars Forces of Destiny | Han Solo mayor (voz)       | Episodio: "Tracker Trouble"                     |

### Videojuegos
| Año  | Título                           | Papel                                           |
| ---- | -------------------------------- | ----------------------------------------------- |
| 2005 | Midnight Club 3: DUB Edition     | Vince                                           |
| 2008 | Sacred 2: Fallen Angel           | Voces adicionales                               |
| 2011 | Star Wars: The Old Republic      | Skavak, Voces adicionales                       |
| 2013 | Aliens: Colonial Marines         | Dr. Norman Bick                                 |
| 2013 | BioShock Infinite                | Zachary Hale Comstock                           |
| 2013 | Disney Infinity                  | Locutor de telediario de Los Increíbles         |
| 2014 | The Walking Dead                 | Walter                                          |
| 2014 | The Evil Within                  | Oscar Connelly, Oficial de Policía B, Aldeano C |
| 2014 | Infamous: First Light            | Voces adicionales                               |
| 2015 | StarCraft II: Legacy of the Void | Voces adicionales                               |
| 2016 | World of Warcraft: Legion        | Voces adicionales                               |
| 2016 | Dishonored 2                     | Élite de guardia masculina                      |
| 2016 | Batman: The Telltale Series      | Victor Zsasz, Ejecutor #3, COA #1               |
| 2017 | Horizon Zero Dawn                | Voces adicionales                               |